# Wells Fargo Center (Denver)
Wells Fargo Center
O Wells Fargo Center é um arranha-céu de 50 andares e 213 m (698 ft) de altura, localizado em Denver, Colorado. O edifício se assemelha a uma caixa registradora, e é conhecido localmente como "Cash Register Building". Atualmente é o 3º maior edifício de Denver, ultrapassado apenas pelo Republic Plaza com 218 m (714 ft) de altura, e o 1801 California Street com 216 m (709 ft) de altura. O edifício está localizado em cima de uma pequena elevação, fazendo com que sua elevação geral seja mais alta do que o Republic Plaza e o 1801 California Street, mas a altura de sua base ao telhado é menor.

## Ver mais
- Lista de arranha-céus dos Estados Unidos